# Song công
Trong lĩnh vực truyền thông, từ song công (chữ Hán: 雙工, tiếng Anh: duplex) dùng để miêu tả một kênh truyền thông có thể chuyển tín hiệu theo cả hai hướng, ngược lại với các kênh đơn công chỉ có thể chuyển tín hiệu theo một hướng.
Các hệ thống song công được sử dụng trong hầu như tất cả các mạng truyền thông, cho phép liên lạc hai chiều một cách đồng thời giữa hai thiết bị được kết nối, hoặc để cung cấp một đường giao tiếp theo chiều ngược lại (reverse path) cho việc theo dõi và điều chỉnh từ xa với các thiết bị đã được lắp đặt ngoài trời. Có 2 loại giao tiếp song công: full-duplex (viết tắt: FDX, tạm dịch: song công toàn phần) và half-duplex (bán sông công).

## Bán song công

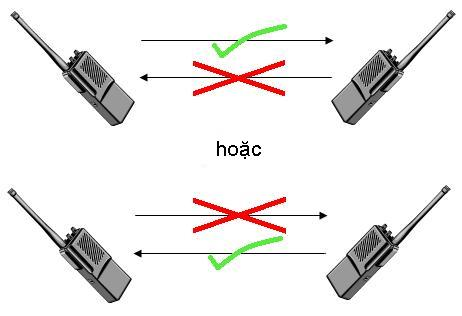
Minh họa đơn giản về một hệ thống truyền thông bán song công.

Nếu tại mỗi thời điểm tín hiệu chỉ có thể chạy theo một hướng, kênh truyền thông được gọi là bán song công (half-duplex).
Ví dụ về hệ thống bán song công là loại điện đài với 1 nút bấm để nói. Do tín hiệu radio truyền theo hướng này hay hướng kia đều dùng cùng một tần số nên tại mỗi thời điểm chỉ có thể có một người nghe được người kia. Nên người dùng phải dùng từ ngữ đặc biệt đánh dấu cuối câu nói cuối cùng trước khi nhả nút chuyển sang phiên người kia nói, để người ở đầu kia biết rằng đã đến lượt mình nói.

## Song công toàn phần

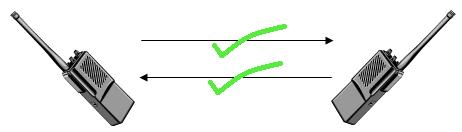
Minh họa đơn giản về một hệ thống truyền thông song công toàn phần.

Nếu tín hiệu có thể đồng thời chạy theo hai hướng, kênh truyền thông được gọi là song công toàn phần (full-duplex).
Mạng điện thoại hữu tuyến hay điện thoại di động là một hệ thống song công toàn phần, do nó cho phép cả hai người tham gia một cuộc điện thoại nghe và nói cùng lúc.
Điện đài hai chiều có thể được thiết kế thành các hệ thống song công toàn phần, trong đó gửi và nhận tại hai tần số khác nhau.
Song công thì sử dụng 2 tần số khác nhau giữa 2 máy nếu không tín hiệu khi phát và thu sẽ nhiễu lẫn nhau